# Schloss Champlâtreux

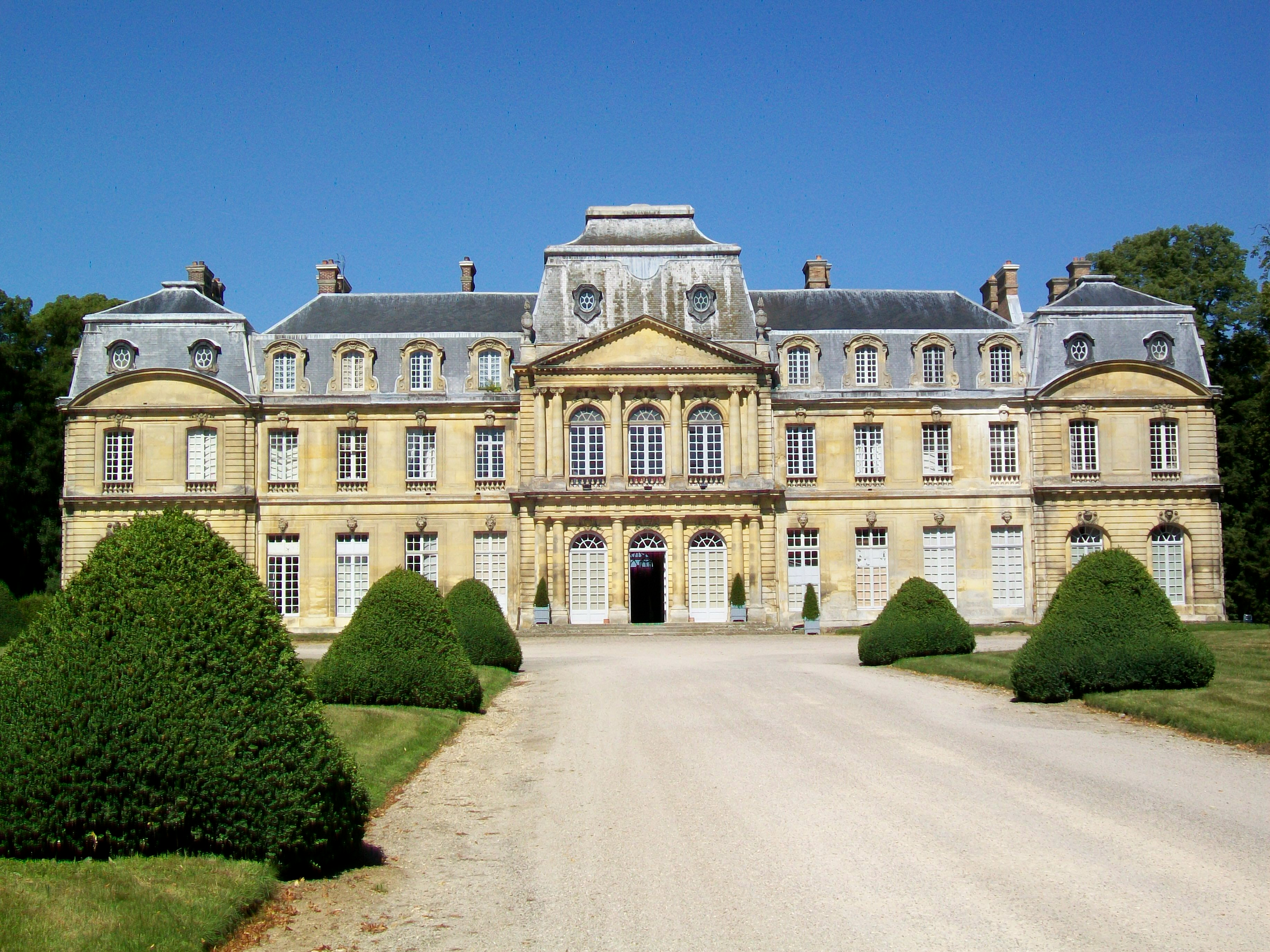
Hoffassade de Schlosses Champlâtreux

Das Schloss Champlâtreux wurde zwischen 1751 und 1757 vom Architekten Jean-Michel Chevotet erbaut. Es befindet sich in Épinay-Champlâtreux (Département Val-d’Oise) und war der Landsitz der Familie Molé, einer illustren Pariser Parlamentarierfamilie. Seit dem 19. Jahrhundert ist es der Wohnsitz der Familie Noailles.
Das Schloss mit all seinen Gebäuden und dem Park wurde per Erlass vom 9. März 1989 als Monument historique eingestuft.

## Geschichte
Das Land Champlâtreux wurde 1567 von Édouard Molé (1540–1614) erworben, der ab 1602 Président à mortier am Parlement von Paris war, und blieb seitdem in seiner Nachkommenschaft. Die Familie wird seitdem manchmal als „Molé de Champlâtreux“ bezeichnet, da das Land Champlâtreux für Édouard Molé (1609–1652), Sohn von Mathieu Molé (1584–1656), Erster Präsident des Parlements von Paris und Siegelbewahrer von Frankreich, zum Marquisat erhoben wurde.
Mathieu-François Molé (1705–1793), Präsident des Pariser Parlaments, verwendete einen Teil des riesigen Vermögens seiner Frau Bonne-Félicité Bernard, Tochter des Finanziers Samuel Bernard, um das bescheidene Haus im Louis-treize-Stil, das er von seinen Vorfahren geerbt hatte und das 1750 abgerissen wurde, in einem viel größeren Maß wieder aufzubauen.

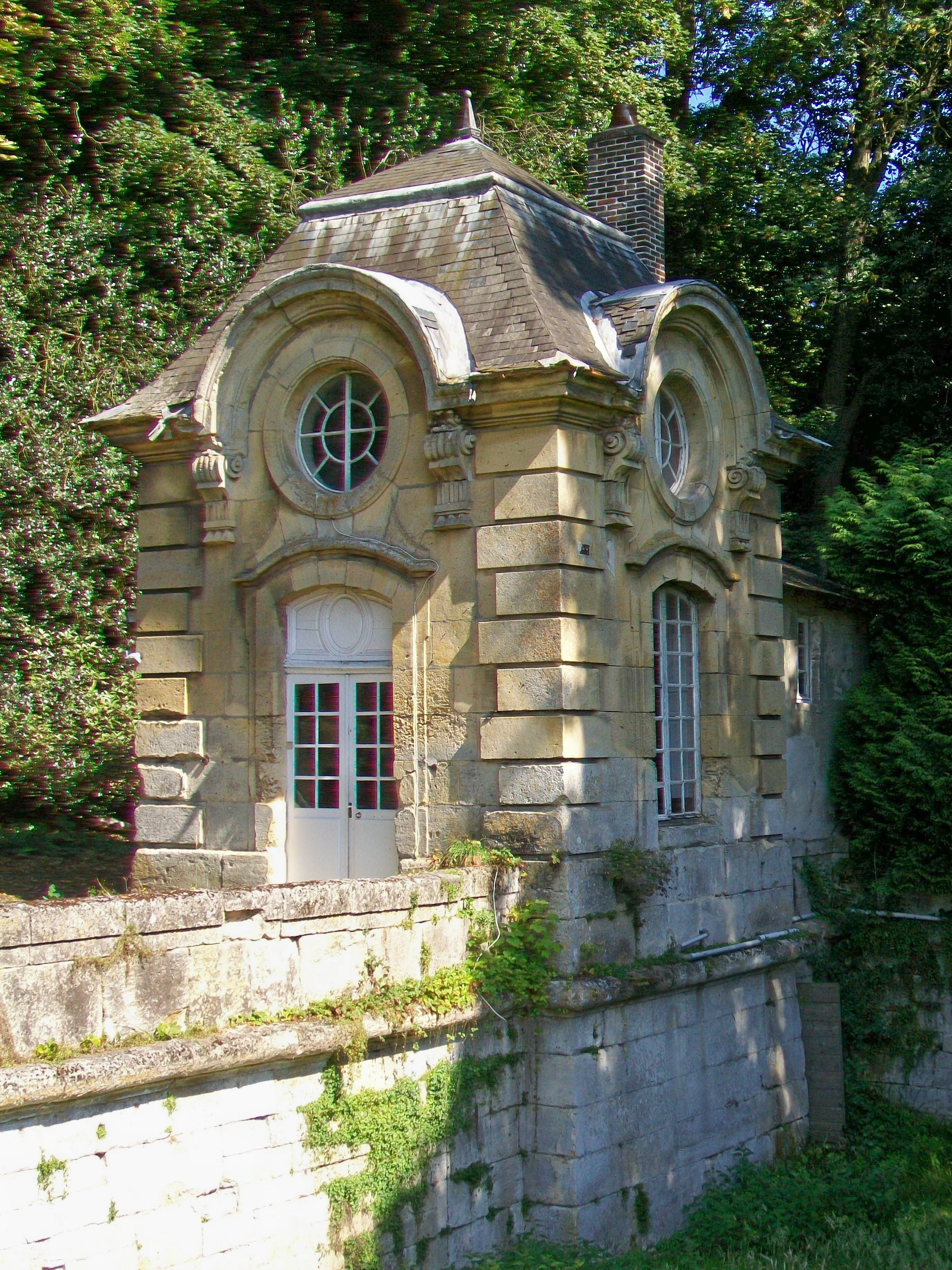
Einer de beiden von der Straße aus sichtbaren Wachpavillons

In den Jahren von 1735 bis 1740 waren die beiden von der D 316 aus sichtbaren Wachpavillons bereits nach den Plänen des Architekten Jean-Michel Chevotet errichtet worden.
Die französischen Gärten und die Demi-lune vor dem Eingang wurden ebenfalls von diesem Architekten in dieser Zeit entworfen; von 1751 bis 1757 leitete er den Bau des Schlosses, der Ställe und der Orangerie, die in einem sehr kurzen Zeitraum fertiggestellt wurden.
Die Bauarbeiten kosteten die relativ angemessene Summe von 513.507 Livres, wenn man die Pracht des Anwesens bedenkt. Um die Kosten einhalten zu können, hatte Chevotet eine Ziegelei gegenüber dem Schloss errichtet, Gipsstein, der auf dem Grundstück gefunden wurde, für die Herstellung von Gips verwendet, Holz aus den umliegenden Wäldern geholt und Stein aus den Steinbrüchen von Luzarches, Gascourt und Saint-Maximin bezogen. Die Steine des alten Schlosses und des benachbarten Schlosses von Chauvigny (Gemeinde Luzarches), das 1749 abgerissen wurde, wurden ebenfalls wiederverwendet.
Das Schloss wurde als Landsitz und Ort für Empfänge konzipiert. Sein Luxus ist außergewöhnlich und das Erdgeschoss besitzt vier große Prunksäle. Die dreiundzwanzig Zimmer, die es ermöglichen, eine große Anzahl von Gästen einzuladen, verfügen jeweils über eine Toilette, eine Garderobe und ein Dienstbotenzimmer. Es ist daher nicht verwunderlich, dass Champlâtreux zu einem beliebten Treffpunkt für Empfänge und die Jagd in den umliegenden Wäldern wurde.
Dezallier d’Argenville beschreibt das Schloss und seinen Park am Vorabend der Revolution. Während der Revolution wurde das Mobiliar verstreut und das Schloss in ein Militärhospital umgewandelt.
Louis-Mathieu Molé (1781–1855) setzte alles daran, es wieder in den Zustand zu versetzen, in dem es sich heute noch befindet. Nach seinem Tod ging das Anwesen an seine einzige Erbin, seine Enkelin Clotilde de la Ferté-Meun (1831–1913), Tochter von Elisabeth Molé (1812–1832) und Hubert de La Ferté-Meun (1806–1898), die durch ihre Heirat mit Jules-Charles-Victurnien de Noailles (1826–1895) im Jahr 1851 Herzogin von Noailles wurde, über.
1862 sahen die Brüder Goncourt den Salon des Schlosses folgendermaßen: „leider restauriert für einen Besuch von König Louis Philippe bei Herrn Molé: Es ist der Stil des parlamentarischen Regime, ein trauriger Stil, der die Korrektheit, die Langeweile und die arme Würde des ehemaligen Hausherrn, von Herrn Molé selbst“ hat.
Das Anwesen blieb seitdem im Besitz der Familie de Noailles; Anna de Noailles verbrachte lange Zeit dort.
Der Park und das Innere des Schlosses sind jedes Jahr vom 1. Juli bis zum 15. August sowie an den European Heritage Days für Besucher geöffnet (außer wenn das Schloss an diesen beiden Tagen privat genutzt wird). Die Besichtigung ist frei und kostenlos.

## Architektur

### Die Nebengebäude
Von der D 316 aus sieht man das Eingangstor, das von zwei kleinen Wachpavillons flankiert wird. Sie sind einige Jahre älter als das Schloss, aber ihre Architektur ist nicht weniger gepflegt als die des großen Fürstenhauses. Sie haben einen quadratischen Grundriss und bestehen nur aus einem Zimmer im Erdgeschoss und ein Mansarddach.
Letzteres wird durch große Okuli erhellt, die von einem halbkreisförmigen Gesims überragt werden, das auf geschnitzten Klammern herabhängt. Besonders eindrucksvoll ist die Eckverkettung.
Um den Park zu betreten, muss man eine Brücke über den Wehrgraben überqueren, der solide mit Steinmauern gebaut, aber nicht mit Wasser gefüllt ist. Diese Gräben umgeben noch immer das gesamte Anwesen, einschließlich des weitläufigen Parks, und gehören zu den denkmalgeschützten Elementen. Einige Gebäude, die mit dem Schloss in Verbindung stehen, befinden sich jedoch außerhalb des Burggrabens; dabei handelt es sich um die Kirche Saint-Eutrope der Gemeinde und zwei alte, stark umgebaute Dienstbotenpavillons in der Nähe der Kirche.
Die aus Ziegelsteinen und Bruchsteinen errichteten Stallungen erheben sich auf der linken Seite des Vorhofes. Die Grandes Écuries sind um einen nach Norden offenen Hof herum angeordnet, mit zwei nach hinten versetzten Flügeln. Es handelt sich um ein Gebäude aus Ziegelsteinen, Quadersteinen und Verputz, das mit Schiefer gedeckt ist, in einem recht nüchternen Stil des 17. Jahrhunderts, der sich von dem des Schlosses unterscheidet. Die Seitenflügel weisen Stockwerke auf, und der Westflügel enthält die Chartrie.
Hinter dem Eingang in der Mitte des Hauptgebäudes, der von einem geschnitzten Pferdekopf und einer Uhr überragt wird, befindet sich ein klassischer Trinkbrunnen mit einem Becken, das an ein Taufbecken erinnert, wobei das Wasser von einem großen geschnitzten Fisch gespendet wird.
Die Petites Écuries befinden sich weiter im Westen und bestehen aus einem einzigen Gebäude mit Mansarddach, das von einer Reihe quadratischer Säulen entlang der nördlichen Hauptfassade getragen wird. Sie bilden eine offene Galerie, die die Abteile der Pferde bedient. In der Nähe ist ein halb unterirdischer Eiskeller erhalten geblieben.
Näher am Schloss befindet sich ein einstöckiger Pavillon mit Mansarddach, der architektonisch den großen Ställen ähnelt und heute das Rathaus von Épinay-Champlâtreux beherbergt; er ist ein Überbleibsel des früheren Schlosses, das 1750 abgerissen wurde.
Auf der rechten Seite des Vorhofs befand sich die Orangerie, die Anfang des 19. Jahrhunderts zerstört wurde.

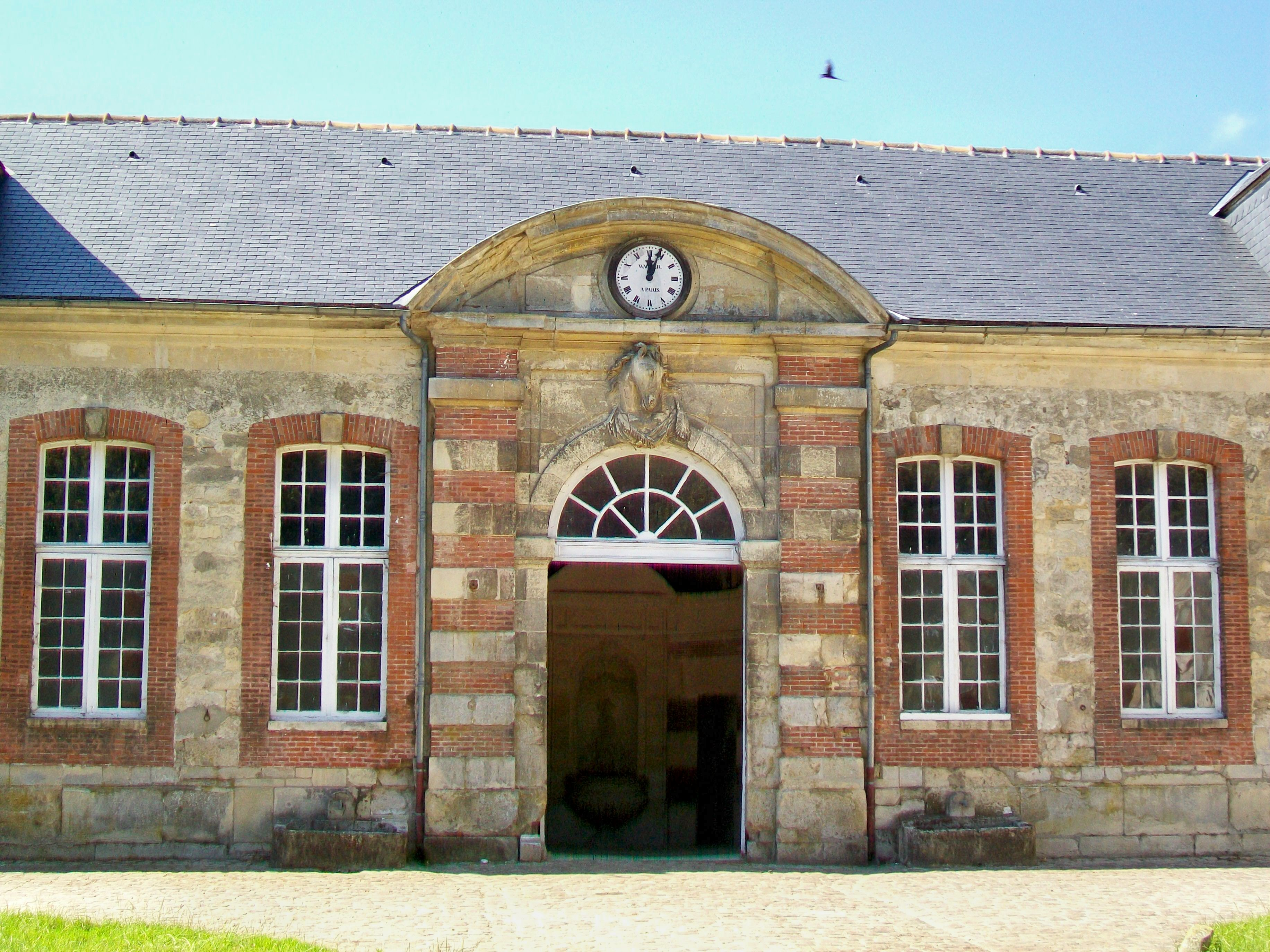
Eingang der Grandes Écuries
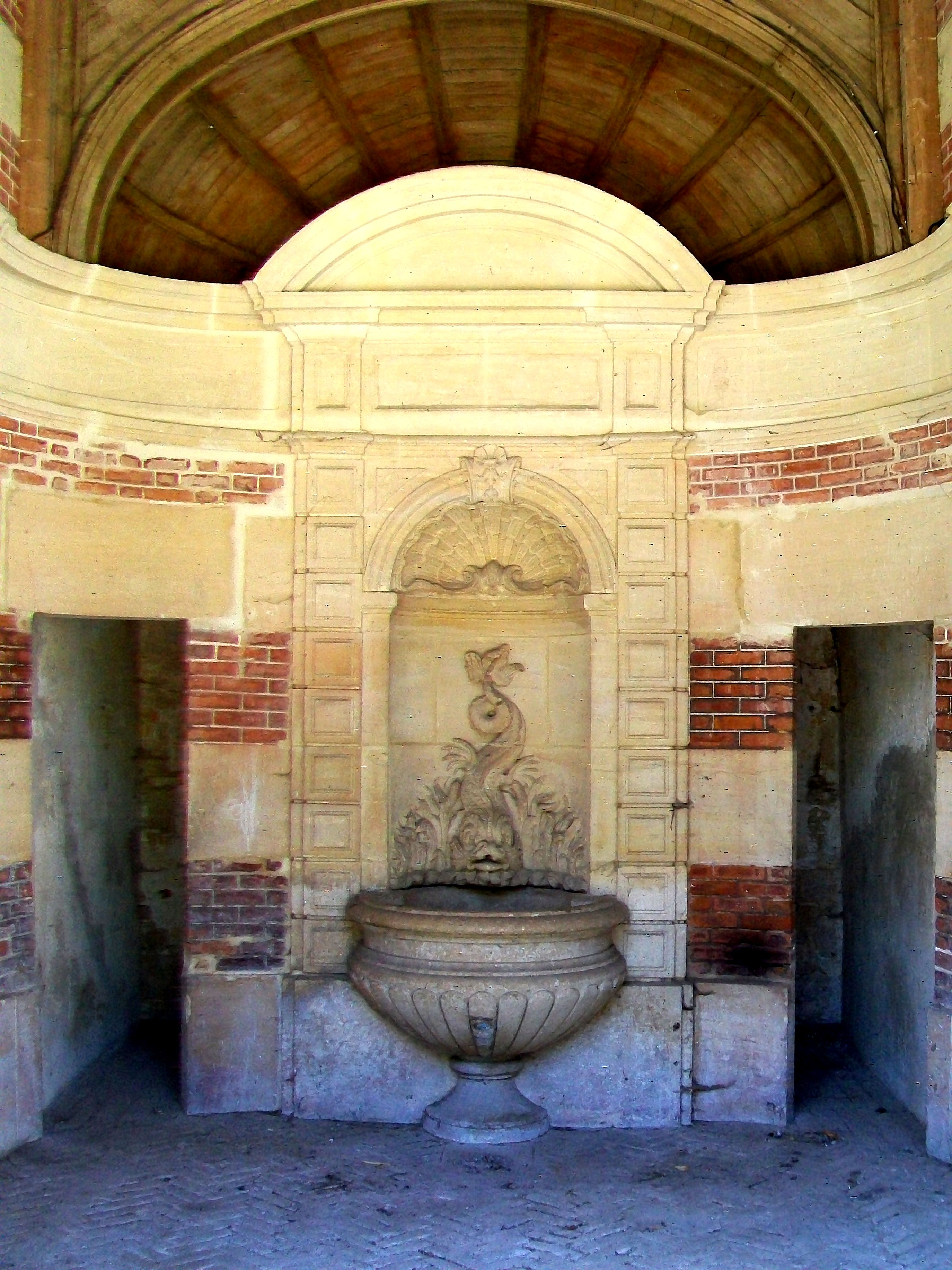
Der Trinkbrunnen im Westen der Stallungen.
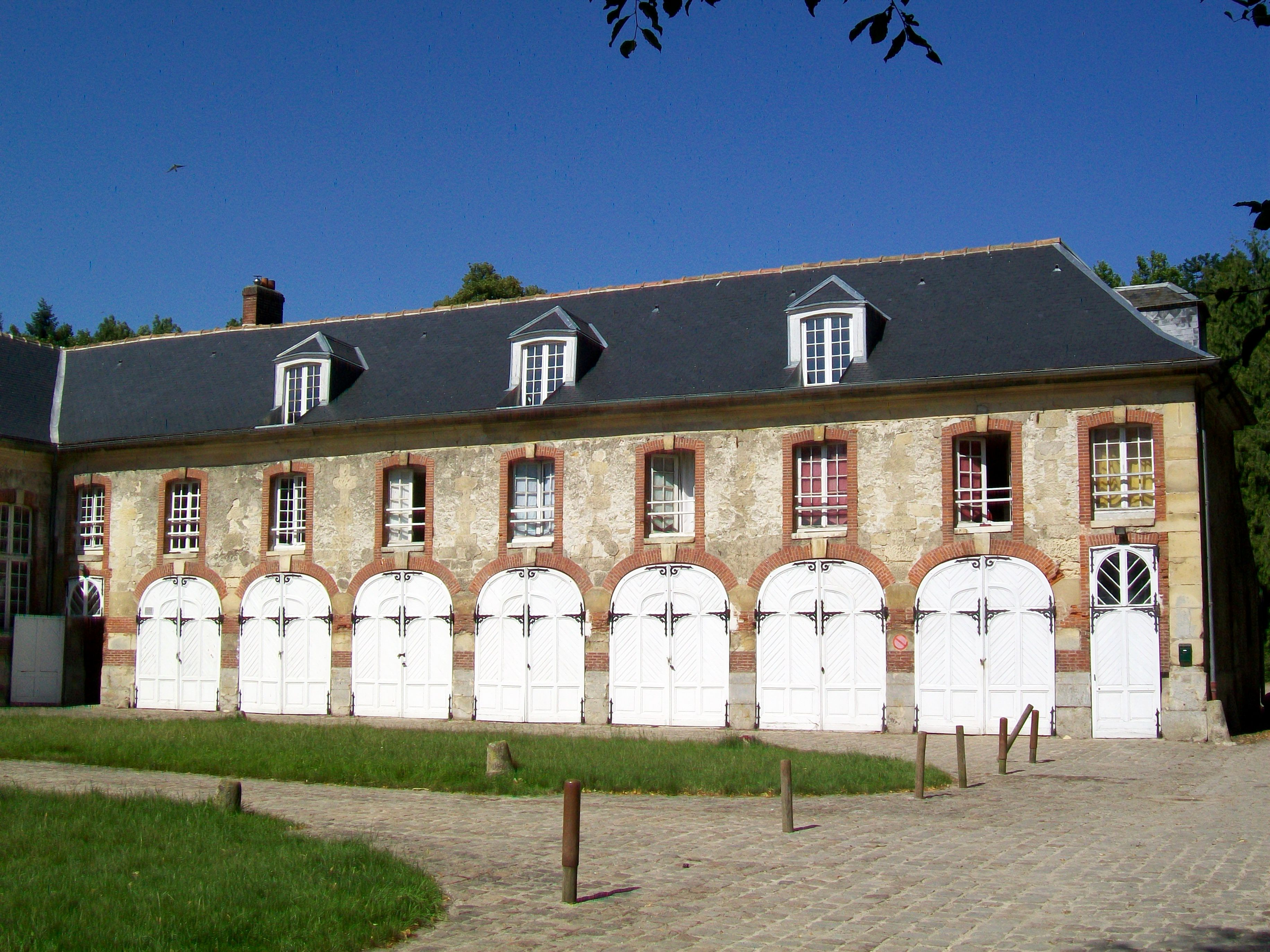
Das Kutschhaus (la chartrie).
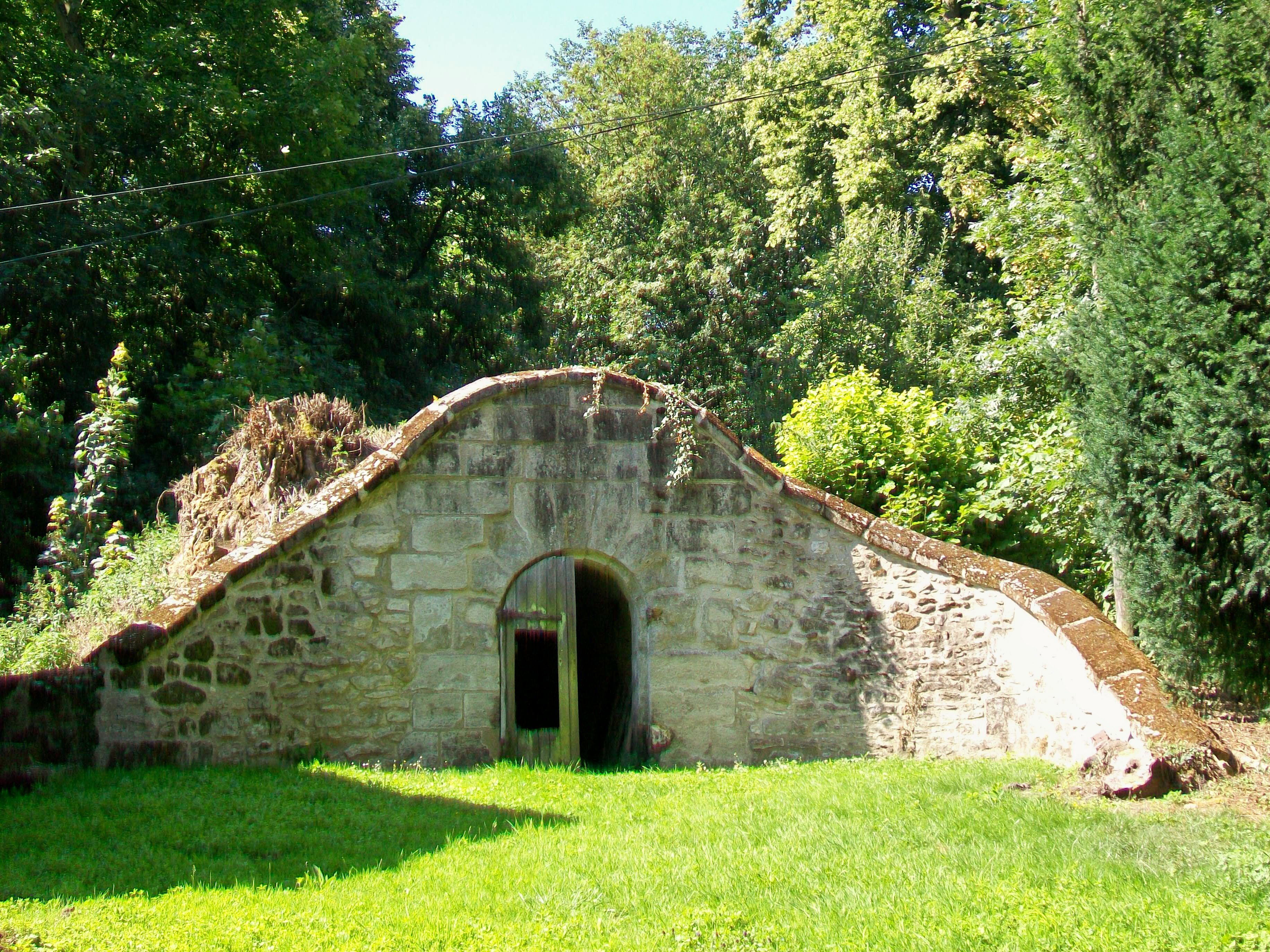
Das Eishaus (la glacière).
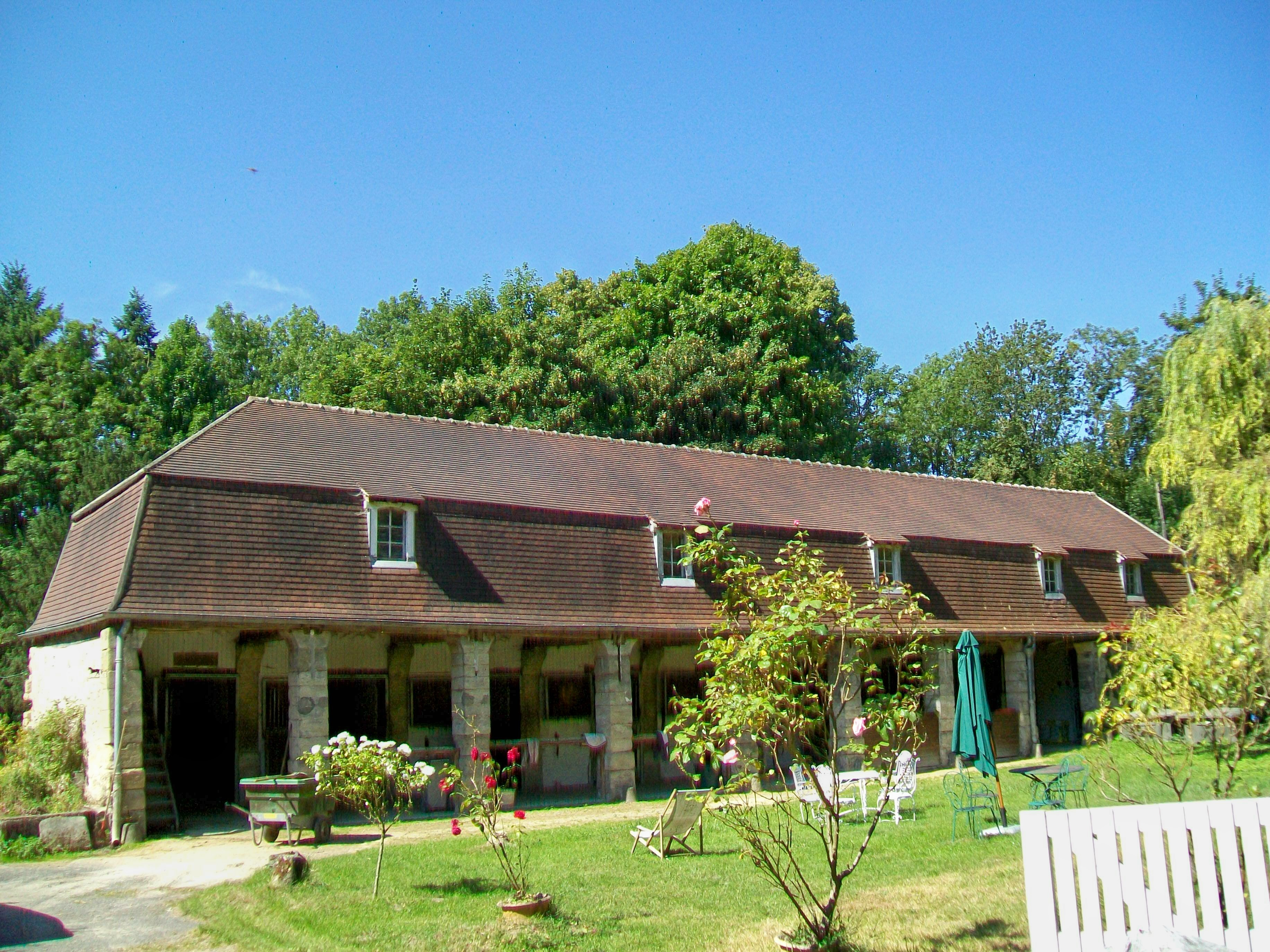
Die Petites Écuries mit ihrer offenen Galerie

### Das Schloss

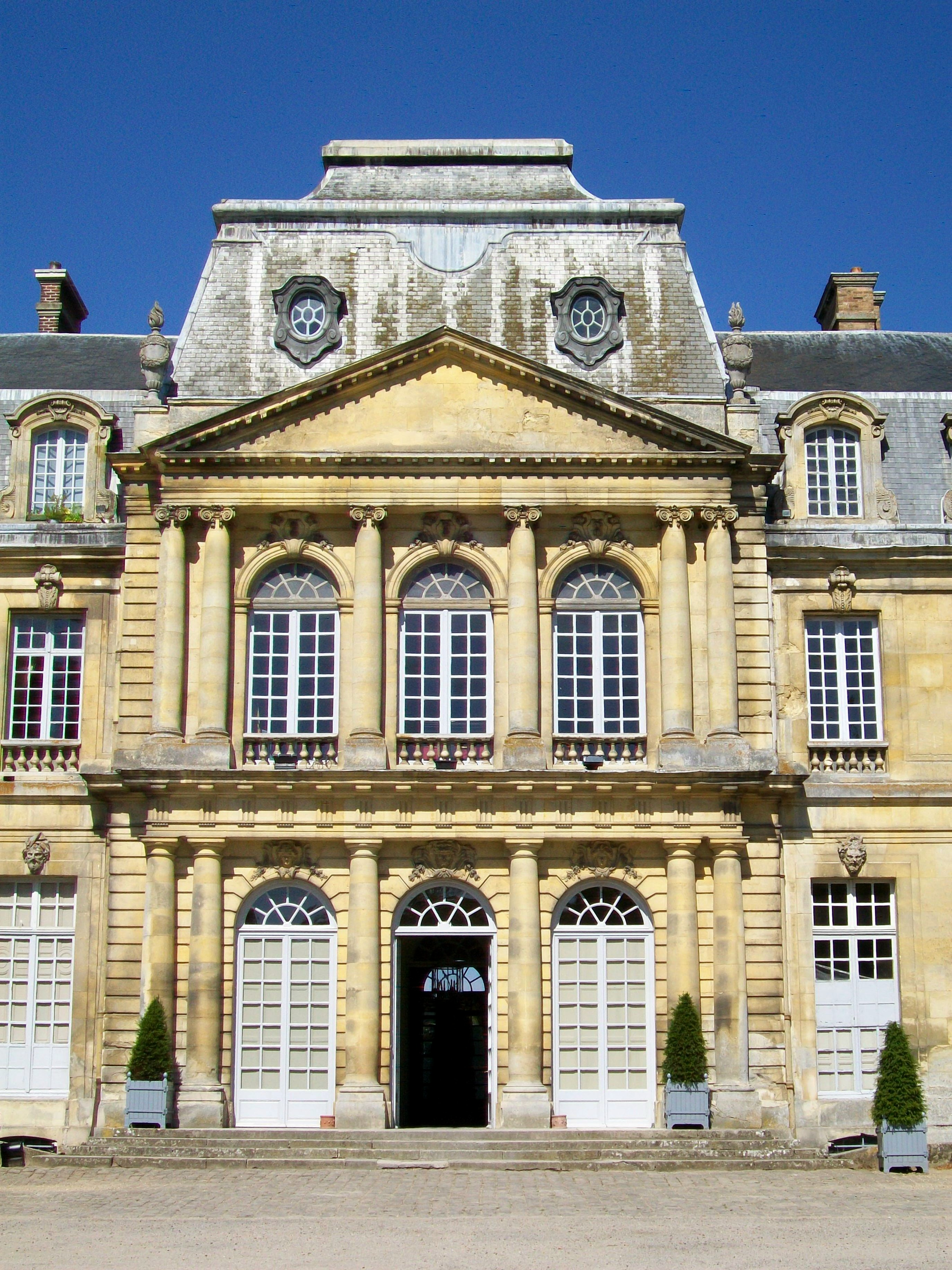
Der zentrale Pavillon auf der Hofseite
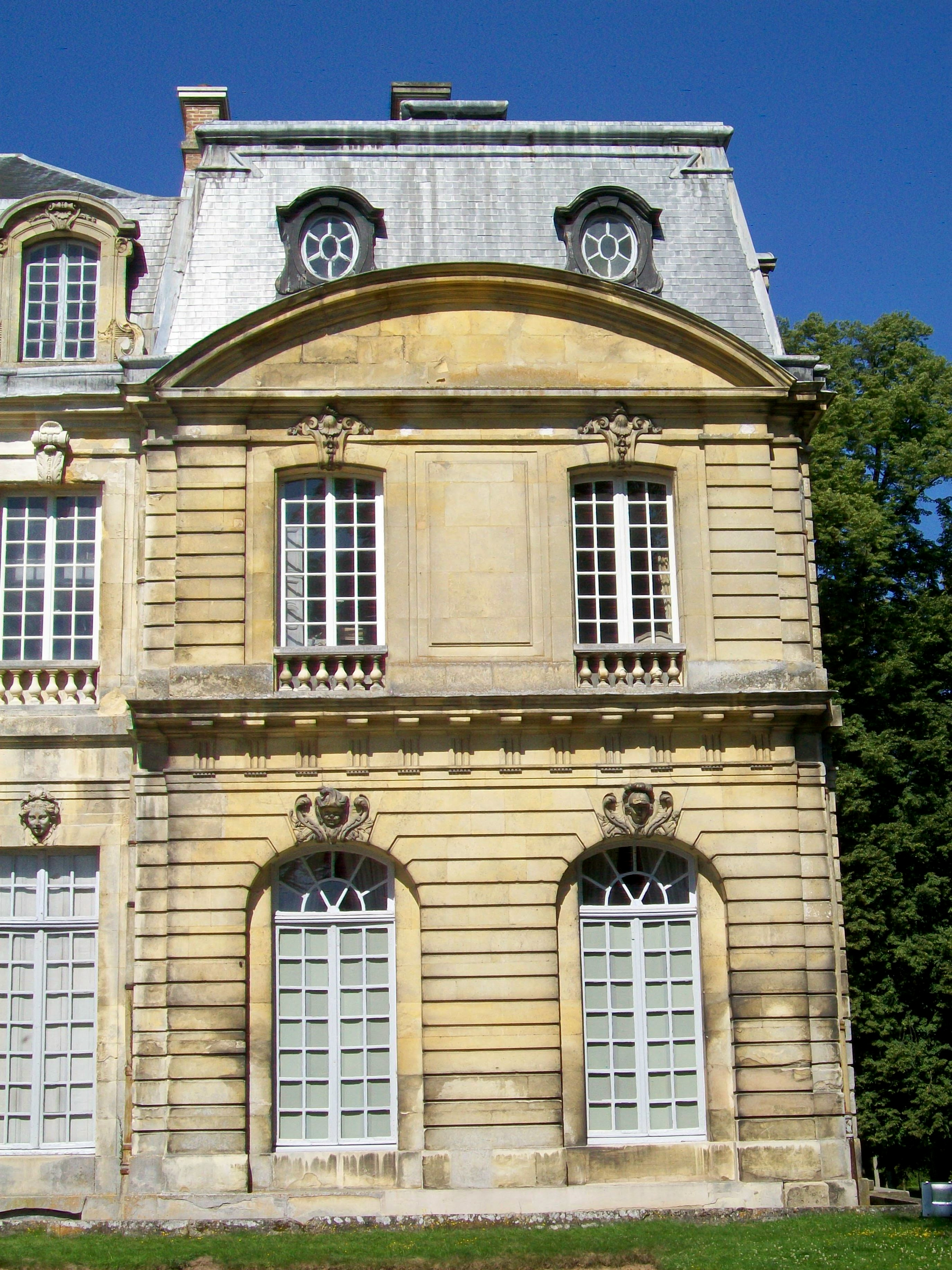
Der seitliche Pavillon auf der Nordseite
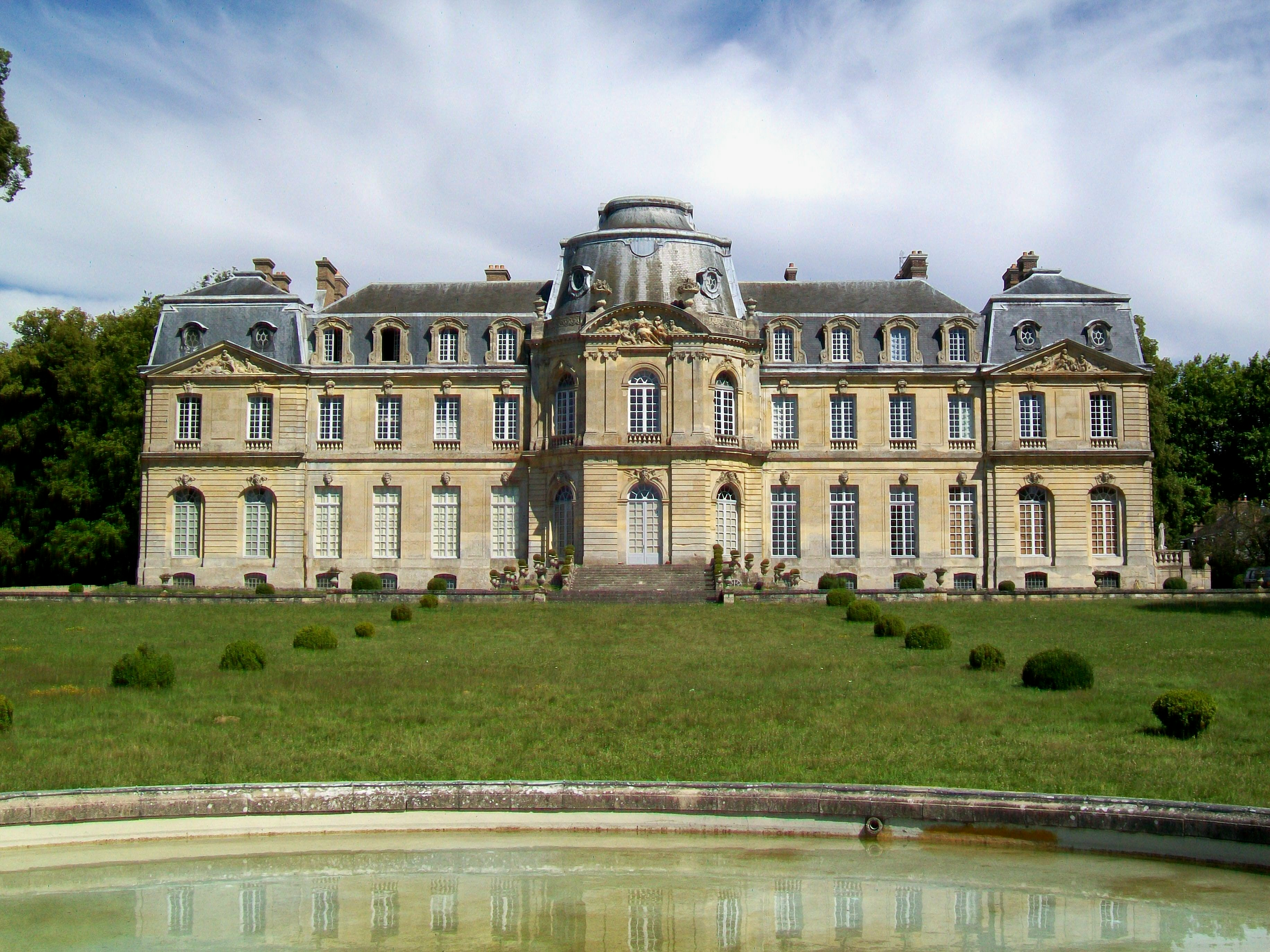
Die Westfassade
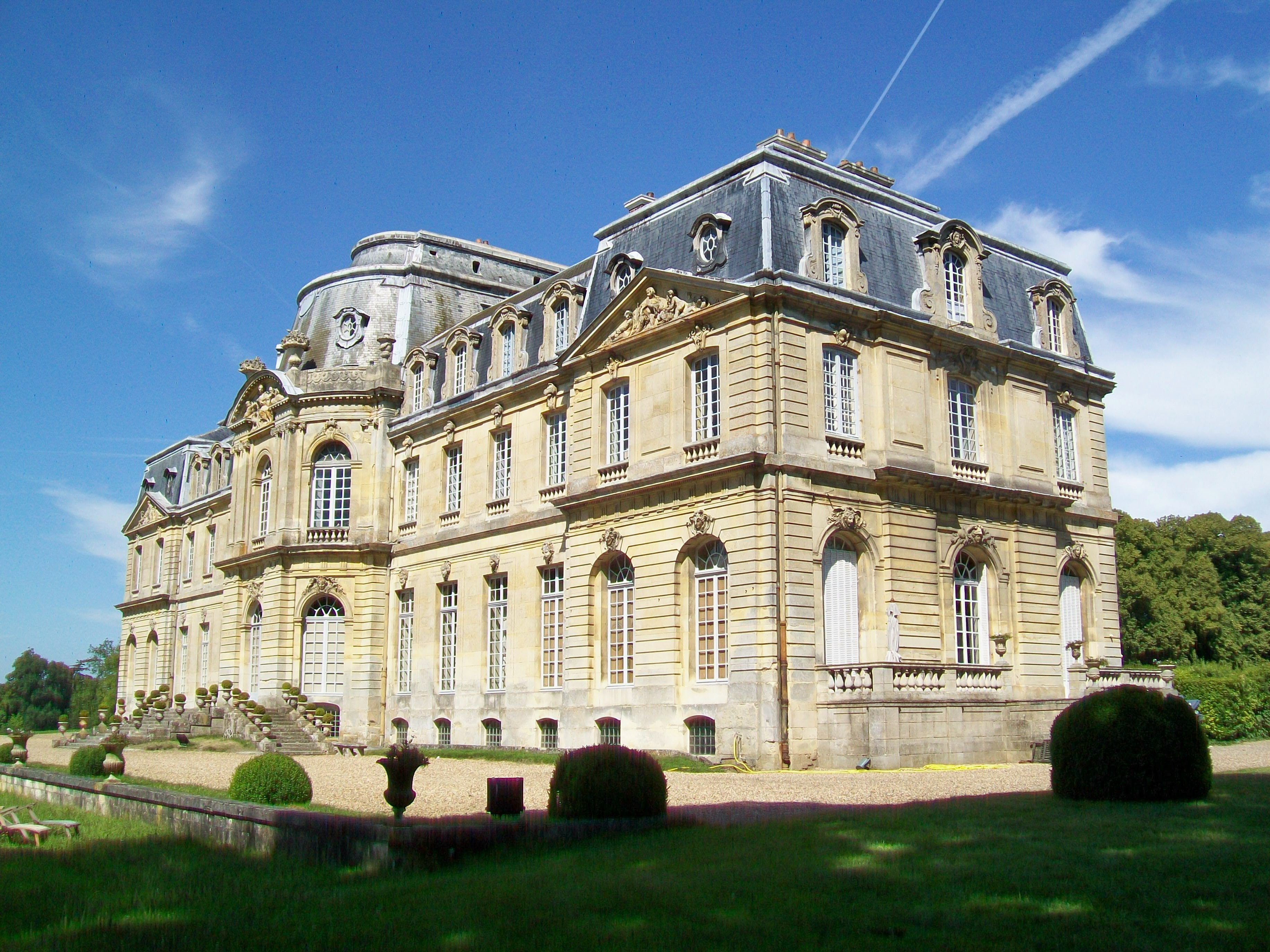
Ansicht von Südwesten
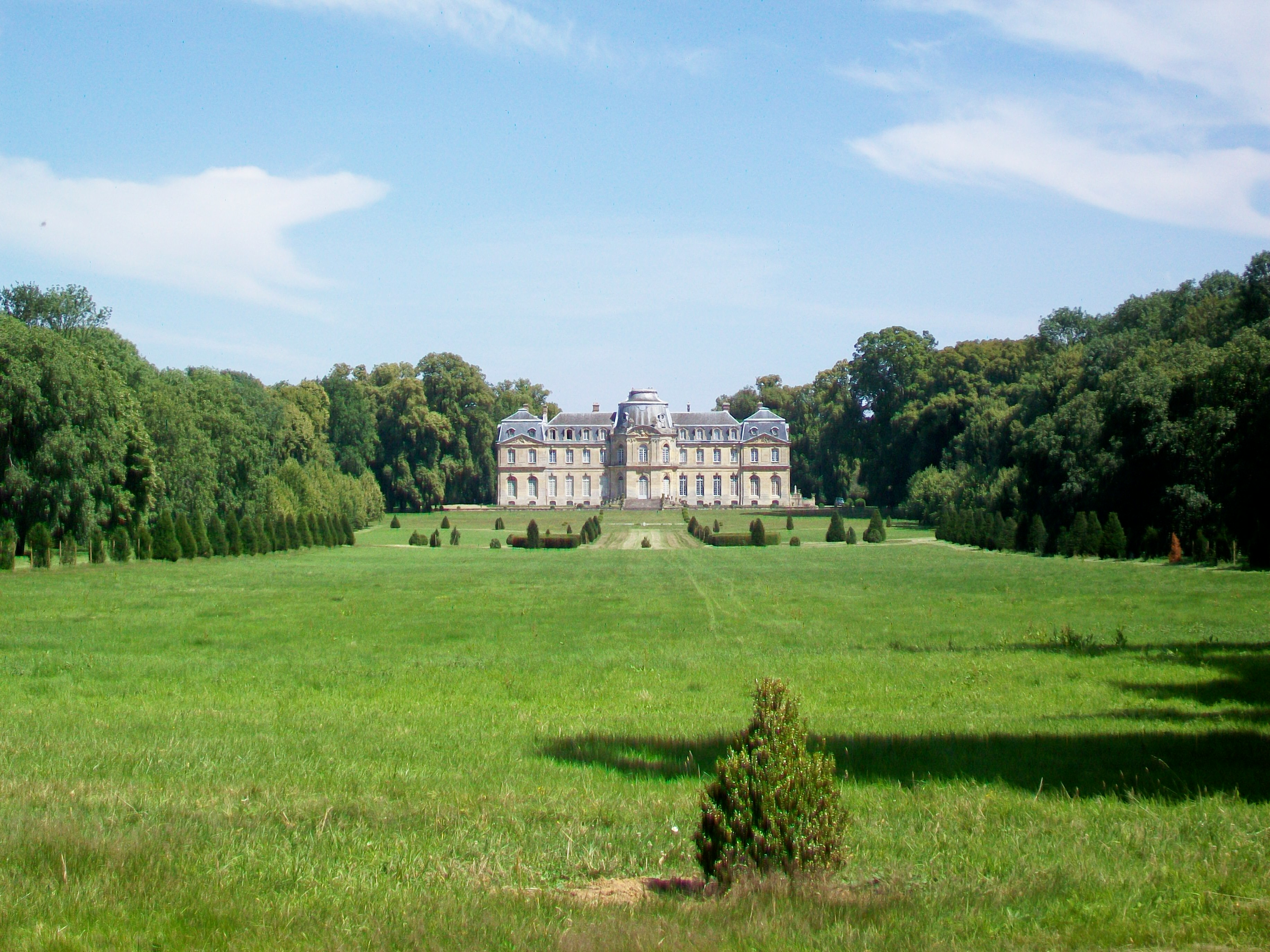
Ansicht von der Allée d’Écouen.

Das Schloss befindet sich an der Stelle eines Teils des vorherigen Schlosses, das einem rechtwinkligen Grundriss folgte und 1750 abgerissen wurde. Es wurde in einer einzigen Kampagne errichtet und ist ein wunderbares Beispiel für die Architektur des Rokoko mit einer seltenen Homogenität. Die Aufrisse sind vom Schloss Asnières inspiriert, das ab diesem Zeitpunkt von Jacques Hardouin-Mansart de Sagonne, Chevotets Vertrautem in der Académie royale d’architecture, gebaut wurde.
Der Aufriss besteht aus einem polygonalen Mittelpavillon zur Westfassade hin, mit zwei Seitenflügeln mit je vier Jochen links und rechts, die in Eckpavillons mit je zwei Jochen enden. Im Erdgeschoss befinden sich die Empfangsräume, Salons, das Oratorium und die Bibliothek, während in den Obergeschossen die Schlafzimmer untergebracht sind. Die Mansarde ist für die Zimmer der Bediensteten vorgesehen. Das mit Schiefer gedeckte Dach ist über den Enden des zentralen Pavillons zu einer Kuppel geformt, die das Schloss somit krönt.
Unter diesem riesigen Dach folgen über der Mansarde im zweiten Stock noch zwei weitere Dachgeschosse: Im dritten Stock befinden sich sechs Zimmer und im vierten Stock eine einzige Wohnung.
Die Ostfassade auf der Hofseite zeigt auf dem zentralen Pavillon übereinander angeordnete dorische und ionische Säulen, die von einem niedrigen dreieckigen Giebel gekrönt werden. Diese Komposition entspricht den klassischen Modellen des frühen 18. Jahrhunderts, die insbesondere durch die Werke von Germain Boffrand repräsentiert werden.
Der zentrale Giebel sowie die Rundbogengiebel der seitlichen Vorbauten waren ursprünglich mit einem geschnitzten Dekor versehen (Wappen der Molé in der Mitte und Figuren der Justitia und der Minerva an den Enden), das leider verschwunden ist. Geblieben sind die geschnitzten Kartuschen über den Rundbogenfenstern des Mittelpavillons und die Maskarons in der Mitte der Stürze der anderen Fenster im Erdgeschoss und im Obergeschoss. Im Erdgeschoss sind sie von hoher künstlerischer Qualität und stellen Männer- und Frauenköpfe mit lockigem oder geflochtenem Haar dar, die Kopfbedeckungen oder Laubkronen tragen.
Auf der Ebene des Obergeschosses sind die Maskarons alle gleich und erinnern an Gorgonen. Die Oberlichter sind mit einem Gebälk mit Voluten und geschnitzten Klammern in der Mitte des Bogens verziert.
Die Westfassade zum Garten hin ist auf die gleiche Weise aufgebaut. Der Mittelbau hat hier jedoch eine polygonale Form, eine Freitreppe und ein beeindruckendes Schirmdach, dessen Bedeutung nur auf den dekorativen Effekt zurückzuführen ist. Die Giebel der seitlichen Vorbauten sind hier dreieckig, und der des Mittelbaus ist im Gegensatz zur Ostfassade bogenförmig.
Die Westfassade hat ihr reiches und raffiniertes Skulpturendekor bewahrt, das an die Freuden der Jagd und des Fischfangs erinnert. In der Mitte thront Diana, begleitet von Genien, die sich mit den Vorbereitungen für die Jagd beschäftigen. Links wurde eine Jagdszene mit einem Hirsch dargestellt, rechts eine Fischfangszene mit einem Netz.
Die drei Türen des östlichen Portals führen in ein ebenfalls im klassischen Stil gehaltenes Vestibül, das durch drei Glastüren mit dem zweiten westlichen Vestibül verbunden ist. Letzteres hat einen ovalen Grundriss und kann auch als Sommersalon dienen. In der Mitte befindet sich eine Statue des Präsidenten Molé, eine Kopie der Statue des Pariser Parlements, die von Louis-Philippe als Dank für einen Ministerrat, der 1838 im Schloss abgehalten wurde, gestiftet wurde.
Das erste Vestibül bietet auch Zugang zum Oratorium auf der linken Seite, das mit einem antiken Trompe-l’œil-Dekor versehen ist, und zur Ehrentreppe auf der rechten Seite. Das Geländer ist ein schönes Beispiel für die Schmiedekunst des 18. Jahrhunderts.
Der Südflügel links vom Vestibül enthält neben dem Oratorium einen großen Speisesaal mit Blick auf den Park und die Privatgemächer, die am südwestlichen Ende des Eckpavillons die ursprüngliche Bibliothek in einem eigens dafür eingerichteten Raum mit halbkreisförmigen Regalen umfassen.
Der Nordflügel enthält neben der Ehrentreppe einen einzigen großen Salon auf der Parkseite und auf der Hofseite insbesondere den kleinen „Blauen Salon“ und den winzigen „Grünen Salon“. Anschließend beherbergt der Eckpavillon den großen Salon über seine gesamte Fläche. Der „Blaue Salon“ zeichnet sich durch seine zarte Holzvertäfelung im Rokoko-Stil aus, deren Dekor sich in den Stuckleisten entlang der Deckenecken fortsetzt.
Im Obergeschoss gibt es noch einige Zimmer, die ihr ursprüngliches Dekor bewahrt haben. Das Zimmer der Gräfin Molé ist vollständig mit einer äußerst seltenen handgezeichneten chinesischen Tapete tapeziert, die aus China importiert wurde: auf einem hellblauen Hintergrund stellt sie einen Garten mit Bambus und Pfingstrosen dar, der von verschiedenen Vogel- und Schmetterlingsarten belebt wird.

### Der Park
Die von Chevotet entworfenen französischen Gärten wurden 1823 durch einen Englischen Landschaftsgarten ersetzt, der von den Brüdern Thouin entworfen wurde.
Seit 1930 durchgeführte Teilrestaurierungen haben es jedoch ermöglicht, die Gestaltung des Vorhofs, der großen Allee, die zum Schloss führt, sowie eines Teils der Gärten im Westen wiederzufinden. Hier öffnet sich eine riesige Perspektive auf den Wald von Champlâtreux mit einem kleinen runden Teich in der Mitte.
Die Details des Französischen Gartens sind verschwunden, aber die Zypressen, die um die alten Beete herum gepflanzt wurden, lassen die großen Linien erahnen; im Norden ist der Englische Garten fast unverändert geblieben.

## Nachbauten
Das Schloss Champlâtreux wurde beim Bau der von Schloss Artigny in Montbazon, gebaut für den Parfumeur François Coty, und Schloss Saint-Thaurin in Luzarches imitiert.